# Nintendogs
Nintendogs (яп. ニンテンドッグス) — симулятор ухода за питомцами, разработанный и изданный компанией Nintendo для карманной игровой консоли Nintendo DS в 2005 году. Вначале игра была выпущена в Японии и позже в Северной Америке, Австралии, Новой Зеландии, Европе и других регионах. Изначально игра вышла в трёх версиях — Dachshund & Friends, Lab & Friends (Shiba & Friends in Japan) и Chihuahua & Friends. Игра была дважды переиздана как сборник со специальным изданием Nintendo DS с новой версией Nintendogs: Best Friends и позже — Dalmatian & Friends.
В Nintendogs используется сенсорный экран приставки DS и встроенный микрофон. С помощью сенсорного экрана игрок может гладить питомца, а также захватывать и использовать предметы. Это могут быть как мячики и фрисби, так и средства для ухода за щенком. С помощью микрофона игрок может звать к себе щенка, в том числе звать по имени, данному питомцу в начале игры. Игрок также может обучать щенка командам, вроде сесть или перевернуться. Игрок может брать щенка на прогулку. В многопользовательском режиме была возможность общаться с другими игроками с помощью беспроводного соединения DS. Игра привязана к внутренним часам DS и щенок по истечение определённого времени становится голоднее или грязнее, требуя ухода.
Nintendogs получила положительные отзывы со стороны игровых критиков и завоевала множество наград, включая премию Innovation Award 2006 от редакции PC World и «лучшая портативная игра» от Ассошиэйтед Пресс. Тираж игры составил 23,93 миллионов копий по всему миру, что сделало её второй самой продаваемой игрой после New Super Mario Bros.. После успешного релиза Nintendo выпустила связанную продукцию, в том числе игрушки и серию коллекционных карточек Nintendogs. Сиквел под названием Nintendogs + Cats был выпущен в 2011 году для Nintendo 3DS.

## Геймплей
Игра была выпущена в трёх версиях: Labrador & Friends, Dachshund & Friends и Chihuahau & Friends. Каждая из них содержит все 18 пород собак, однако на начальном этапе игры доступно всего 6 пород.

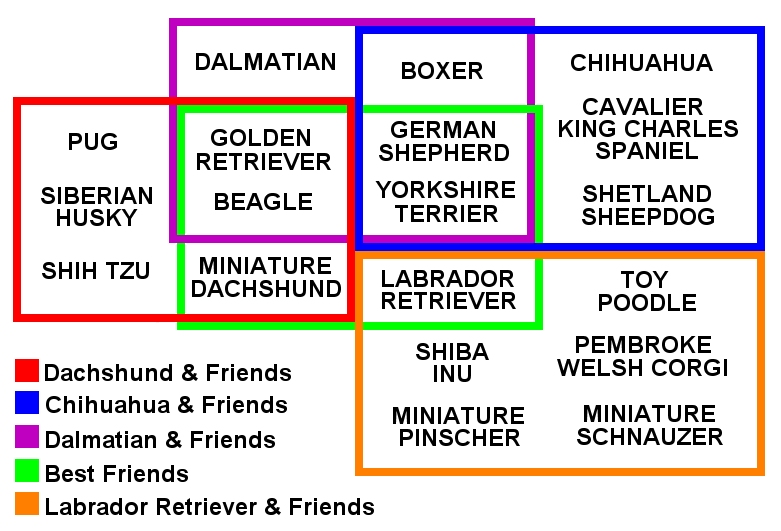
Породы собак, доступные в разных версиях

Игра активно использует сенсорный экран, с помощью которого игрок может взаимодействовать со своим питомцем. Щенков можно кормить, ласкать, выгуливать, мыть, ходить с ними на соревнования, а также обучать собственным командам. Щенки в игре не умирают, не размножаются и не растут. Для обучения командам используется микрофон, с помощью которого подаются голосовые команды питомцам. Обучая щенка командам, игрок может участвовать в соревнованиях, чтобы получать деньги. Также за деньги можно продавать предметы в комиссионном магазине. Деньги используются для покупки принадлежностей, щенков и домашнего декора. Щенков можно выгуливать, брать с собой в парк и тренировать навыки ловли диска для участия в соревнований по ловле диска. Также игрок может посещать спортзал, чтобы тренировать щенка и улучшать его навыки ловкости. В процессе перемещения по игровому миру на карте видны значки с вопросительными знаками, обозначающими наличие соседских щенков или подарков, хотя последние можно найти и без пометки.
На попечении у игрока может находиться до трёх щенков. В отеле — до пяти. Там игрок может оставлять, забирать и менять в любое время щенков. Есть опция расстаться с щенком, если выбрать опцию пожертвовать отелю.
По истечение времени состояние щенка ухудшается, если за ним не ухаживать. Он начнёт голодать и станет грязным. О состоянии щенка можно узнать, нажав на его имя, где можно увидеть индикаторы сытости, жажды и состояния шерсти.
Nintendogs предлагает несколько конкурсов и главных источников заработка внутриигровой валюты и очков тренера. Есть три основных вида соревнований — дог-фризби, аджилити и общий курс дрессировки. Конкурсы поделены на пять уровней в зависимости от навыков щенка — Beginner, Open, Expert, Master и Championship. Каждый конкурс комментируют два человека: Тед Рамсворт и Арчи Хаббс. Для того, чтобы перейти на следующий уровень, щенку требуется занять как минимум третье место, наоборот, получив ниже третьего места, щенок спускается на более низкий уровень. С каждым уровнем повышается уровень сложности и требования к щенку, но и денежные призы по итогу соревнования также повышаются.
В игре присутствовала возможность взаимодействовать с другими игроками посредством Wi-Fi через режим Bark Mode. В игре перед активацией онлайн-режима присутствовала опция сделать подарок. При наличие игрока с включённым Bark Mode, игрок мог поиграть с его щенком, а также обмениваться голосовыми сообщениями с помощью встроенного микрофона.

## Разработка
Создание Nintendogs было связанно с разработкой игры Cabbage. Впервые игра была упомянута в 1997 году Сигэсато Итои (дизайнером EarthBound), Цунэкацу Исихарой (Pokémon) и Сигэру Миямото, которые совместно разрабатывали игру для Nintendo 64, где можно было ухаживать за существом, именуемым «капустой». Игра разрабатывалась в течение четырёх лет и её создание стало возможным благодаря встроенным часам и возможностью массовой записи периферийного устройства 64DD. Даже если отключится питание, игровой прогресс, привязанный к реальному времени должен был сохраняться. Задумывалось, что игру можно было синхронизировать с Game Boy Advance c помощью Transfer Pak. Игру предлагалось выпустить в 1998 году, затем релиз был передвинут на 2000 год, в конце концов проект отменили, как и множество других проектов на фоне провального выпуска 64DD. Позже разработчики использовали наработанный игровой материал для создания Nintendogs и ряда других игр.
Проект, впоследствии названный Nintendogs, изначально разрабатывался для технической демонстрации Nintendo GameCube задолго до появления DS. Затем прототип был перенесён на DS во время разработки этой приставки. Сигэру Миямото заметил, что впервые придумал идею для игры, когда для своей семьи купил щенка. Хидэки Коно заметил, что игра должна была использовать все преимущества DS и решил создать симулятор собаки. Ранняя версия —  Puppy Times должна была продаваться в 15 версиях, каждая их которых предлагала бы одну породу собаки. Со слов Сатору Иваты, это бы передавало ощущение того, будто игрок брал щенка из приюта. Однако отладка каждой из 15 версий оказалась слишком трудной задачей и было решено ограничиться тремя версиями — с шестью начальными породами в каждой.

## Связанная продукция
В конце 2005 года Nintendo of America выпустила первую серию карт Nintendogs «6-Card Fun Pak» в трёх дизайнах (каждый был основан на дизайне игры DS, выпущенной в США). Каждый набор предлагал набор коллекционных карт, наклеек и других предметов.
В Японии также была выпущена линейка плюшевых игрушек с самыми популярными породами собак у игроков. Их также можно было купить в Nintendo World Store, там же можно было купить футболки Nintendogs. В Европе и Австралии была выпущена серия игрушек с электронным датчиком, если потрясти перед игрушкой кость. Nintendo также выпустила набор плюшевых игрушек для магазина Earthwood Toys.
Nintedo выпустила несколько особых версий Nintendo DS, приуроченных к релизу Nintendogs. Одна из которых — розовая DS с бриллиантами, разработанная Peach NYC. Она была выставлена на аукцион в 2024 году, и ставки на неё превысили 20 000 долларов.

## Рецензии
| Сводный рейтинг    | Сводный рейтинг                                                                     |
| Агрегатор          | Оценка                                                                              |
| ------------------ | ----------------------------------------------------------------------------------- |
| GameRankings       | 85,05 % (Lab & Friends) 85,01 % (Chihuahua & Friends) 85,01 % (Dachshund & Friends) |
| Metacritic         | 83/100                                                                              |
| Иноязычные издания |                                                                                     |
| Издание            | Оценка                                                                              |
| 1UP.com            | B+                                                                                  |
| Edge               | 7/10                                                                                |
| Eurogamer          | 8/10                                                                                |
| Famitsu            | 40/40                                                                               |
| Game Informer      | 8/10                                                                                |
| GamePro            | 4,5 из 5 звёзд · 4,5 из 5 звёзд · 4,5 из 5 звёзд · 4,5 из 5 звёзд · 4,5 из 5 звёзд  |
| GameSpot           | 9,1/10                                                                              |
| GameSpy            | 3,5 из 5 звёзд · 3,5 из 5 звёзд · 3,5 из 5 звёзд · 3,5 из 5 звёзд · 3,5 из 5 звёзд  |
| GameZone           | 9,3/10                                                                              |
| IGN                | 8,8/10                                                                              |
| GMaster            | 82/100                                                                              |

Игра получила множество положительных отзывов. Совокупный балл игры на сайте GameRankings составляет 85%. Японский журнал Famitsu присвоил игре высшую оценку — 40 из 40 баллов. Прежде только четыре игры получали столь высокие рейтинги. Nintendo Power присвоила игре 8,5 баллов из 10. Редакция Game Informer присудила 8 баллов из 10, упоминая отсутствие концовки в игре. Такую же оценку игре поставил российский журнал «Страна Игр».

### Продажи
В первую неделю после выхода, в Японии с 18 по 24 апреля 2005 года было продано 168000 единиц — а точнее трёх изданий Shiba Inu & Friends (75,000) Miniature Dachshund & Friends (49,000) и Chihuahua & Friends (44,000). В это же время в 4,2 раза возросли продажи DS. Было 95,000 приставок в сравнение с 22000 приставками в предыдущей неделе. В 2009 году Nintendos заняла 91 место среди самых продаваемых игр в Японии с проданными 142,591 копиями. Совокупные продажи игры к этому времени достигли 1 850 984 копий.
В Европе и Северной Америке в первую неделю было продано 250,000 и 160,000 копий. В Европе Nintendogs стала самой продаваемой игрой 2005 года от Nintendo с проданными 1,6 миллионами копий. К марту 2006 году совокупные продажи достигли 6 миллионов и игра попала в список бестселлеров для Nintendo DS
Во всём мире по состоянию на 2025 год было продано 23,96 миллиона копий, что сделало игру второй самой продаваемой на Nintendo DS после New Super Mario Bros.. Только в Великобритании было продано более 600000 копий издания Labrador and Friends, 300000 копий Dalmatian & Friends. В США было продано 570000 копий Chihuahua & Friends, доходы с продаж составили $17 миллионов, а также продано 620000 копий Labrador & Friends ($19 миллионов) и 720000 копий Dachshund & Friends ($22 миллиона). В период между 2000 и 2006 годами издания Nintendogs заняли 50, 44 и 32 место среди самых продаваемых игр для Game Boy Advance, Nintendo DS or PlayStation Portable с США. Большинство игроков по данным Nintendo были женщинами.

### Награды
Помимо признания со стороны таких изданий, как Entertainment Weekly, BusinessWeek и Chicago Sun Times, Nintendogs выиграла множество призов:
- E3 2005 Game Critics Awards: «Лучшая портативная игра»[42].
- TheG33ks «Бронзовый приз за лучшую игру для Nintendo DS»[43].
- Associated Press: «Лучшая игра 2005 года»[44]
- 2005 Japan Media Arts Festival: Премия за выдающиеся достижения[45]
- PC World: Премия за инновации 2006 года
- D&AD: Премия «Желтые карандаши» 2006[46]
- PETA: «Лучшая игра, дружелюбная к животным 2006 года»[47]
- IGN: Выбор редакции[48]
- IGN: «Лучшее использование сенсорного экрана для Nintendo DS»[49]
- GameSpot: Выбор редакции[50]
- AIAS «Портативная игра года», «Выдающиеся достижения в разработке игрового процесса» (вместе с Guitar Hero)[51][52]

### Влияние
В 2010 году редакция 1UP.com включила Nintendogs в список 10 «главных новичков десятилетия», назвав её игровой жанр и процесс революционным. Nintendogs по мнению редакции сыграла одну из ключевых ролей в привлечении аудитории не-геймеров к игровым и портативным приставкам и появлении «новой» Nintendo. Несмотря на презрительное отношение к игре со стороны хардкорных геймеров, в мире были проданы десятки миллионов копий этой игры и её сиквела, в основном казуальными игроками. Игра проложила путь к всемирному успеху Nintendo DS. Nintendos запустила тренд на выпуск раннее ограниченных ПК-платформой программных игрушек на игровых и портативных приставках. После успеха Nintendogs, Nintendo начала выпускать другие казуальные игры и франшизы, вроде Brain Age, Wii Sports или Wii Fit, закрепив за собой звание самого успешного разработчика и издателя десятилетия.

## Продолжение и упоминания
На выставке E3 2010 Сигэру Миямото объявил о выпуске сиквела Nintendogs с более инновационным игровым процессом. Игра под названием Nintendogs + Cats была выпущена в 2011 году для Nintendo 3DS, где помимо щенков можно было ухаживать и за кошками.
Мини-игра по образу Nintendogs присутствует в игре WarioWare: Smooth Moves. Лабрадор-ретривер из игры появлялся в игре Super Smash Bros. Brawl в качестве трофея-помощника. Так как игра изначально лишена элементов насилия, лабрадор вместо сражения играет перед экраном и мешает обзору. Аналогичную роль играл французский бульдог в Super Smash Bros. for Nintendo 3DS и Wii U. В игре Animal Crossing: City Folk были доступны загружаемые материалы по теме Nintendogs. Модельки щенков также доступны в Animal Crossing: New Leaf в качестве награды в лотерее.